# Conistra obscura
Conistra obscura là một loài bướm đêm trong họ Noctuidae.